# Jean-Marie Guyau
Jean-Marie Guyau (Laval, 28 de Outubro de 1854 — Menton, 31 de Março de 1888) foi um filósofo e poeta francês, por vezes considerado como o Nietzsche francês.

## Biografia
Jean-Marie Guyau foi filho de Augustine Tuillerie, autor da obra Tour de la France par deux enfants, publicada em 1877 sob o pseudónimo G. Bruno, uma referência a Giordano Bruno, casada em segundas núpcias com o filósofo Alfred Fouillée.
Apaixonado pela poesia e pela filosofia, Guyau estudou os grandes clássicos, com uma preferência marcada pela obra de Victor Hugo, Pierre Corneille, Alfred de Musset, Epicteto, Platão e Emmanuel Kant. Licenciado em letras aos 17 anos de idade, traduziu o Manual de Epicteto.
Rendeu-se ao estoicismo, que inspiraria a sua resistência sorridente à tísica (tuberculose) doença que lhe seria fatal aos 32 anos de idade. Também se deixou seduzir pelos escritos de Herbert Spencer, em especial pela obra Data of Ethics (1879), cujas linhas de força retomaria na sua obra La Morale anglaise contemporaine. Professor no Lycée Condorcet, publicou obras pedagógicas. Quando a doença que o vitimaria se declarou, instalou-se no Midi francês procurando que a ajuda da amenidade do clima, redigindo então numerosas obras de filosofia e de poesia.
A sua principal obra, Esquisse d'une morale sans obligation ni sanction, profundamente inovadora, aparenta ter impressionado, e sem dúvida influenciado, Friedrich Nietzsche, que cobriria o seu exemplar da obra de Guyau com abundantes notas marginais durante a sua estadia em Nice. Nietzsche comentou e citou abundantemente aquela obra, bem como L'Irréligion de l'avenir, outra importante obra de Guyau, no seu Ecce homo. Da mesma maneira, Henri Bergson, ao ler Vladimir Jankélévitch, retomou em parte as intuições de Guyau no que respeita à ideia de vida. Piotr Kropotkin refere igualmente Guyau na sua obra A Moral Anarquista, indo ao ponto de se referir a Guyau como o jovem fundador da ética anarquista, ética que define como a ciência da moral das sociedades.
A sua esposa publicou, sob o pseudónimo de Pierre Ulric, curtos romances destinado ao público infanto-juvenil. Jean-Marie Guyau foi o pai do filósofo Augustin Guyau.

## Obras
- La Littérature chrétienne du IIe au IVe siècle, extraits des Pères de l'Église latine, suivis d'extraits des poëtes chrétiens, Paris : C. Delagrave, 1876, in-16, 294 p.
- La Morale d'Épicure et ses rapports avec les doctrines contemporaines, Paris : G. Baillière, 1878, in-8°, 291 p. Lire en ligne.
  - réédité par Encre Marine, 392 p., ISBN 978-2909422664
- La Morale anglaise contemporaine, morale de l'utilité et de l'évolution, Paris : G. Baillière, 1879, in-8, XII-420 p. Lire en ligne.
  - réédité par Adamant Media Corporation, 2002, 448 p., ISBN 978-0543702050
- Vers d'un philosophe, Paris : G. Baillière, 1881, in-16, VII-208 p. Lire en ligne.
- Les problèmes de l'esthétique contemporaine, Paris : F. Alcan, 1884, in-8°, VIII-260 p. Lire en ligne.
  - réédité par BiblioBazaar, 2008, 270 p., ISBN 978-0559757686 ; BiblioBazaar, 2009, 270 p., ISBN 978-1110971480
- Esquisse d'une morale sans obligation ni sanction, Paris : F. Alcan, 1885, in-8 ̊, 254 p.  Lire en ligne.
  - rééditions multiples
- L'Irréligion de l'avenir, étude sociologique, Paris : F. Alcan, 1886, in-8° Lire en ligne.
  - rééditions multiples
- L'Art au point de vue sociologique, Paris : F. Alcan, 1889, in-8°, XLVII-387 p. Lire en ligne.
  - réédité par Fayard, coll. « Corpus des œuvres de philosophie en langue française », 2001, 508 p., ISBN 978-2213609140
- Éducation et Hérédité : étude sociologique. Paris : F. Alcan, 1889, XV-304 p., in-8 Lire en ligne.
- La genèse de l'idée de temps, avec une introd. par Alfred Fouillée, Paris : F. Alcan, 1890. XXXV-142 p. ; in-18 Lire en ligne.
  - réédité par L'Harmattan, coll. « Les introuvables », 2000, 142 p., ISBN 978-2738472151 ; BiblioBazaar, 170 p., ISBN 978-1110297641
- Pages choisies des grands écrivains : J. M. Guyau, éd. par Alfred Fouillée, Paris : A. Colin, 1895, XVI-341 p. Lire en ligne.

Livros escolares
- La première année de lecture courante : morale, connaissances usuelles, devoirs envers la patrie, Paris : A. Colin, 1875, in-16, 336 p. Partie du maître, Paris : A. Colin, 1880, in-18, 466 p.
- L'Année enfantine de lecture,... Ouvrage composé conformément au nouveau programme de 1882 (cours élémentaire). Paris : A. Colin, 1883, in-18, 120 p.
- L'Année préparatoire de lecture courante : morale, connaissances usuelles,  Paris : A. Colin, 1884, in-18, 216 p.
- Méthode Guyau. Lecture par l'écriture, Paris : A. Colin, 1893, 2 livrets in-8̊

Traduções
- Cicéron, Des suprêmes biens et des suprêmes maux. Traduction Desmarais, revue avec introduction et notes, suivie d'éclaircissements relatifs à l'histoire de l'épicurisme,  Paris : C. Delagrave, 1875, in-18, XXXII-400 p. Lire en ligne.
- Manuel d'Épictète, traduction nouvelle, suivie d'extraits des ″Entretiens″ d'Épictète et des ″Pensées″ de Marc-Aurèle, avec une étude sur la philosophie d'Épictète,  Paris : C. Delagrave, 1875, in-18, LXVI-211 p. 
  - Traduction republiée par les éditions Mille et une nuits, coll. « La petite collection », 2005, 126 p., ISBN 978-2842059033
- Cicéron, De finibus bonorum et malorum (livres I et II), avec introduction et notes par M. Guyau, Paris : C. Delagrave, 1876, in-18, XXXVI-150 p.

Artigos
- « L’hérédité morale et M. Spencer », Revue philosophique de la France et de l’étranger, Paris, F. Alcan, pp. 308–315, quatrième année, Tome VII, janvier à juin 1879.
- « L’origine des religions », Revue philosophique de France et de l’étranger, Paris, F. Alcan, pp. 561–584, quatrième année, Tome VIII, juillet à décembre 1879.
- « La mémoire et le phonographe », Revue philosophique de France et de l’étranger, Paris, pp. 317–322, cinquième année, Tome IX, janvier à juillet 1880.
- « Critique de l'idée de sanction », Revue philosophique de France et de l'étranger, 1883.
  - réédité par L'Herne, coll. « Carnets de l'Herne », 2008, 93 p., ISBN 978-2851978714
- « L’évolution de l’idée temps dans la conscience », Revue philosophique de France et de l’étranger, pp. 353–359, Paris, dixième année, Tome XIX, janvier à juin 1885.